# Roger Gicquel
Pour les articles homonymes, voir Gicquel.
Roger Gicquel, né le 22 février 1933 à Thiers-sur-Thève dans l'Oise et mort le 6 mars 2010 à Saint-Malo, est un journaliste français. Il est connu pour avoir présenté le journal de 20 heures de TF1 de 1975 à 1981.

## Biographie
Roger Gicquel est le fils de petits commerçants. Son père, Alphonse Gicquel, est d'origine bretonne, à Quelneuc dans le Morbihan. À l'adolescence, il rêve de devenir écrivain.
Durant les années 1950, Roger Gicquel entreprend une carrière d'acteur. De 1953 à 1960, il est également steward de la compagnie aérienne UAT (la compagnie UTA sera fondée en 1963 par la fusion de l'UAT et de la TAI), avant de s'orienter vers le journalisme.
Il entre d'abord au Parisien libéré en Seine-et-Marne en 1961 et débute à Coulommiers. Le 8 décembre 1962, il se marie à Boissy-le-Châtel, près de Coulommiers. Roger Gicquel effectue ses reportages en 2 CV. Il fréquente ses confrères de la presse locale, de la Liberté de Seine-et-Marne et du Pays briard qu'il retrouve à l'auberge « La Moderne » à Saint-Cyr-sur-Morin. Le journal lui demande[Quand ?] de créer Normandie-Matin, édition locale du Parisien en Haute-Normandie. Il a entre autres à sa charge les rédactions locales d'Elbeuf et des Andelys, puis celles d'Évreux, Louviers et Vernon.
En 1971, il quitte Normandie-Matin pour devenir pendant deux ans consultant au service Information de l'Unicef, puis il occupe le poste de directeur de l'information de l'ORTF.
Encouragé à faire de la radio par Roland Dhordain, fondateur de France Inter, Roger Gicquel rejoint cette station et y crée une revue de presse, qu'il présente de 1968 à 1973. Il y est également grand reporter à partir de 1969.
En 1975, après l'éclatement de l'ORTF, Roger Gicquel devient présentateur du journal de 20 heures de TF1 malgré son manque total d'expérience. En concurrence avec Antenne 2, la chaîne lui demande d'« incarner l'information » pour mieux se différencier et fidéliser le public. Chaque soir, Roger Gicquel commence son journal par un éditorial dans lequel il donne son avis. Cette personnalisation, qui par la suite a semblé dépassée, marque le passage à l'antenne de Roger Gicquel, regardé chaque soir par des millions de Français. Inspiré par le journaliste Walter Cronkite, présentateur du journal de la chaîne américaine CBS News, il revendique son indépendance vis-à-vis du pouvoir politique et sa liberté de ton : « Je prétendais qu'on pouvait ouvrir le journal sur un raz-de-marée dans le delta du Gange même sans images plutôt que sur la naissance d’un baleineau dans un zoo aquatique de Tokyo ».[précision nécessaire]. Ladislas de Hoyos, présentateur vedette des journaux de fin de semaine sur TF1 de 1990 à 1991 et prédécesseur de Claire Chazal, suivra la même démarche.
Il est resté célèbre pour sa phrase d'ouverture du journal de 20 heures le 18 février 1976 : « La France a peur », qui décrit l'émotion provoquée par la mort à Troyes du petit Philippe Bertrand, enlevé par Patrick Henry. Il ne précise qu'au bout d'une minute que cette peur est un sentiment auquel il ne faut pas s'abandonner car elle devient un appel à une justice expéditive. Comme cette minute, avec reprise en anaphore de l'ouverture est consacrée à l'inventaire des raisons d'avoir peur, dont sept rapts d'enfant en 1975, l'effet rhétorique (raté) fait que la formule reste dans les mémoires en attribuant à Roger Gicquel une opinion contraire à celle de son éditorial. Il était d'ailleurs contre la peine de mort. Cinq mois plus tard, le soir de l'exécution de Christian Ranucci, il déclarera dans le même journal télévisé : « Il y a ceux qui sont pour, vous l'êtes, mais on ne convaincra jamais ceux qui sont contre. ».
Quittant la présentation du journal télévisé en 1981, Roger Gicquel occupe ensuite plusieurs postes au sein de TF1. Il réalise et produit des grands reportages et documentaires d'actualité, tout en tenant une chronique sur Europe 1 jusqu'en 1982. Il revient à l'antenne de TF1 à partir de 1983, à la présentation et à la production de l'émission Vagabondages dans laquelle il reçoit notamment des personnalités du monde culturel. Il quitte la chaîne en 1986, à l'annonce de sa privatisation,. De 1987 à 1994, il retrouve France Inter avec la revue de presse du week-end.
En 1994, il fait son retour à la télévision à la demande de Jean-Pol Guguen, directeur de la station régionale France 3 Ouest, où il anime et produit chaque samedi En flânant. À partir de 1995, il se retire progressivement du monde de la télévision, pour prendre sa retraite officiellement en 2003.
Il meurt à Saint-Malo le 6 mars 2010 à l'âge de 77 ans, des suites d'un infarctus. Il est inhumé au cimetière de Plouër-sur-Rance (Côtes-d'Armor).

### Vie personnelle et engagements
Roger Gicquel choisit de s'installer en 1997 sur les rives de la Rance dans les Côtes-d'Armor. Revenu en Bretagne après sa carrière de journaliste, de producteur et de présentateur, il y écrit des livres où transparait sa passion pour cette région.
De septembre 1999 à janvier 2003, il est l'auteur d'une chronique mensuelle dans Le Peuple breton, magazine d'opinion édité par l'Union démocratique bretonne (UDB). Tout au long des années 2000, il milite aux côtés de l'UDB et des Verts. Il s'engage également au niveau associatif, notamment avec Eau et rivières de Bretagne, association qui milite entre autres contre les algues vertes.
Il est officier de la Confrérie des fins gousiers d'Anjou.

## Présentateur de télévision
- 1975-1981 : Journal de 20 heures (TF1)
- 1983-1986 : Vagabondages (TF1)

## Publications
- La Violence et la Peur, Éditions France-Empire, 1977, 255 p.
- Des virages et des hommes, Éditions France-Empire, 1981, 255 p.
- Roger Gicquel et Jean-Paul Renvoizé, Pilotes de grands chemins, Paris, Michel Vincent, coll. « Les contemporains », 1984, 77 p. (ISBN 978-2-7048-0015-5, OCLC 461759593, lire en ligne)
- Le Placard aux chimères, Paris, éditions Plon, 1988, 304 p. (ISBN 978-2-259-01912-5)
- Comment le dire ? : Poèmes et chansons, Paris, Le Cherche midi, coll. « Voix singulières », 1990, 83 p. (ISBN 978-2-86274-173-4)
- Roger Gicquel et Valéry Hache, Sein : l'éternelle résistante, Éditions Apogée, 1998, 95 p. (ISBN 978-2-84398-006-0)
- Roger Gicquel et Philippe Gallouédec, Tous les chemins mènent en Bretagne, Paris, éditions Ramsay, 1998, 326 p. (ISBN 978-2-84114-254-5, LCCN 2001325705)
- Roger Gicquel et Daniel Le Danvic, Les Bateaux du grand silence, La Part Commune, 2001, 78 p. (ISBN 978-2-84418-017-9, lire en ligne)
- Roger Gicquel, Max Aufret et Emmanuel Berthier, La Rance : De rives en îles, de cales en ports, Rennes, Éditions Ouest-France, coll. « Itinéraires Découvertes », 2003, 127 p. (ISBN 978-2-7373-2771-1, OCLC 469930657)
- Roger Gicquel et Patrick Beroul, La Côte Emeraude, Éditions Ouest-France, coll. « Beaux livres », 2003, 88 p. (ISBN 978-2-7373-3170-1)
- Retourné : recueil de poèmes, Morlaix, Skol Vreizh, 2006, 88 p., poche (ISBN 978-2-915623-29-1)
- Roger Gicquel et Jean-Roger Morel, Croisières et escales en Bretagne, Rennes, Éditions Ouest-France, coll. « Beaux livres », 2006, 92 p. (ISBN 978-2-7373-4090-1, OCLC 470570168)
- Roger Gicquel, Raphaëla Le Gouvello, Philippe Huet et Daniel Kempa, Bretagne, Arles, Actes Sud, coll. « Conservatoire du littoral », 2008, 301 p. (ISBN 978-2-7427-7625-2)

Discographie
- J'aurais tant voulu, 45 tours, EMI, 1981.

## Filmographie
- 1995 : Le bonheur est dans le pré d'Étienne Chatiliez : Charles
- 1997 : Enquête d'audience (court-métrage)

## Distinctions
- Chevalier de l'ordre national du Mérite[16].